# ТЕЦ Наготане
18°33′27″ пн. ш. 73°6′45″ сх. д. / 18.55750° пн. ш. 73.11250° сх. д.
ТЕЦ Наготане — індійська теплова електростанція у штаті Махараштра, яка обслуговує роботу нафтохімічного майданчика компанії Reliance Industries Ltd.
В 1990-му у Наготане почав роботу нафтохімічний майданчик, створений навколо установки парового крекінгу. Для задоволення власних потреб він отримав енергетичне господарство із трьох газових турбін потужністю по 20 МВт, відпрацьовані якими гази живлять три котли-утилізатори. Останні мають продуктивність по 136 тонн пари на годину (з урахуванням використання допоміжних пальників), що використовується для роботи однієї парової турбіни потужністю 25 МВт та у технологічному процесі основного виробництва.
Як паливо станція споживає нафтопродукти і природний газ (надходить по трубопроводу Тал — Наготане). Допоміжні пальники котлів-утилізаторів також спалюють невеликі обсяги технологічних газів нафтохімічного виробництва.
Наприкінці 2010-х виникли плани модернізації наявного обладнання, у випадку реалізації яких загальна потужність майданчика мала зрости до 100 МВт. При цьому передбачається залучення до спалювання етану, що почав надходити по трубопроводу Дахедж — Наготане, і значно масштабніше використання технологічних газів.